# Rose Chronicles
Rose Chronicles est un groupe de rock alternatif canadien, originaire de Vancouver, Colombie-Britannique. Formé au début des années 1990, le groupe se composait de Kristy Thirsk au chant, Richard Maranda à la guitare, Judd Cochrane à la basse et Steve van der Woerd à la batterie.

## Biographie
Le groupe commence à composer ses premières chansons au début des années 1990 dans un univers proche de Sarah McLachlan et des Cocteau Twins. Leur premier EP Dead and Gone to Heaven sort en 1993, et devient un succès grâce à la chanson Awaiting Eternity.
Un an plus tard le groupe édite son premier album intitulé Shiver sous le label Nettwerk,, ils enregistrent également la chanson Old Man de Neil Young pour un album de reprise de ce dernier. Durant cette période Kristy commence également à collaborer avec le groupe Delerium sur leur album "Semantic Spaces". Un an après la sortie de leur premier album, le groupe remportera le Juno Award du meilleur album alternatif. 
En 1996, les membres fondateurs du groupe Judd Cochrane et Steve van der Woerd termine le second album du groupe mais le quitte après à la suite des incertitudes des intentions de leur label Nettwerk. Les deux membres restant Kristy Thirsk et Richard Maranda recrutent le batteur Trevor Grant et le bassiste Howard Redekopp pour terminer une chanson ajoutée à l’album. Le second album intitulé Happily Ever After sort le 29 octobre 1996 mais la collaboration entre les deux membres fondateurs restant se termine avant la sortie de l’album, cette annonce arriva après la sortie de l’album dont le seul single Voice In Jail est un succès modéré. Le groupe se sépare cette même année.
Leur chanson Dwelling, issue de Shiver, deviendra la bande originale du film Foxfire. Thirsk publie son premier album solo, Souvenir, en 2004.

## Membres
- Kristy Thirsk - chant (1992–1997)
- Richard Miranda - guitare (1992–1997)
- Judd Cochrane - basse (1992–1996)
- Steve Van Der Woerd - batterie (1992–1996)
- Howard Redekopp - basse (1996–1997)
- Trevor Grant - batterie (1996–1997)

## Discographie

### Singles
- 1994 : Glide (Free Above)
- 1996 : Voice In Jail